# Tájak–Korok–Múzeumok Kiskönyvtára
A Tájak–Korok–Múzeumok Kiskönyvtára egy magyar könyvsorozat.

## Története
A Tájak–Korok–Múzeumok Egyesülete (akkor még Szervező Bizottsága néven) az 1970-es években alakult, és feladatául tűzte ki a magyarországi nevezetes természetvédelmi és történeti értékek (műemlékek, múzeumok) bemutatását. A csoport 1979-ben indította útjára a Tájak–Korok–Múzeumok Kiskönyvtára című sorozatot, amely rövid, 16 oldalas, 16 x 12 cm fizikai nagyságú kötetekben (vagy inkább füzetekben) mutatta be a fenti objektumokat. Az első borítóra egy színes fénykép, a hátsóra az adott nevezetesség megtalálását segítő térképrészlet került. Jellemzőek voltak a belső, fekete-fehér fényképek is.
A sorozat nagy sikert aratott, 1984-re már 170 része jelent meg 2,5 milliónál nagyobb példányszámban. Ekkoriban áruk példányonként 10 forint volt. 1986-ig 250, 1993-ig 450, 1996-ig 550 kötet jelent meg. A sorozat nem szűnt meg, 2022-ben a 852. kötetnél tart. Egyes füzeteket átdolgozva ismét a közönség elé bocsátottak, ilyenkor a füzet új sorszámot kapott. Az is előfordult, hogy egy-egy füzetet a nagy érdeklődésre való tekintettel kétszer-háromszor újranyomtak.
A sorozathoz egy időben kiadói gyűjtőmappa is készült.

## A füzetek
Az összes füzet címe olvasható a kiadó egyesület weboldalán olvasható.